# Кук, Глен
Глен Чарльз Кук (англ. Glen Charles Cook; род. 9 июля 1944, Нью-Йорк, США) — современный американский писатель-фантаст, автор серий «Приключения Гаррета» (фэнтези-детектив), «Хроники Чёрного Отряда» (сага, фэнтези), «Империя Ужаса» (фэнтези) и других. Кук проживает в Сент-Луисе, Миссури.

## Биография
Глен Кук родился в Нью-Йорке, вырос в Калифорнии. Ещё в начальной школе Глен Кук начал писать; в средней школе он уже писал отдельные статьи для школьной газеты.
После окончания средней школы служил в Военно-Морском Флоте США (в ударном подразделении 3-го батальона морской пехоты). После ухода из армии Кук поселился в Сент-Луисе, устроившись на сборочный конвейер автозавода General Motors, где и проработал более 30 лет.
В это же время Кук решил попробовать себя на литературном поприще.
В 1970 году он прослушал курс Кларионовского семинара. В том же году вышел его первый роман «Болотная академия» (под псевдонимом Грег Стивенс).
Всё это время Кук продолжал работать на заводе. По словам автора, работа его была слишком простой и оставляла много свободного времени для творчества. Фактически, признаётся Глен Кук, за год работы на автозаводе он написал три книги.
Именно в этот период был написан первый роман из цикла «Хроники Чёрного отряда», сюжет которого охватывает историю отряда наёмников на протяжении нескольких десятилетий. В настоящее время цикл, насчитывающий 10 изданных книг, стал фактически классикой жанра, пользуясь особой популярностью среди бывших и действующих военных. Когда Глена Кука спросили о причинах популярности серии, он ответил: «Главные герои ведут себя так же, как на их месте действовали бы реальные парни. Это не воспевание войны; просто люди, делающие свою работу. Главные герои — настоящие солдаты. Они совсем не похожи на солдат, как их представляют себе люди, никогда не служившие в армии. Именно это и нравится ребятам, прошедшим службу».
Также известны другие циклы Глена Кука — «Приключения Гаррета», который представляет собой фэнтези-детектив, и «Империя Ужаса».
В настоящее время Глен Кук оставил работу в General Motors, и, хотя в его распоряжении теперь вся неделя, он чувствует, что раньше, когда ещё работал, он был более продуктивен как писатель.
Все крупные серии автора переведены на русский язык.

### Серии
Чёрный отряд (The Black Company)
- Книги севера

1. Чёрный отряд (англ. The Black Company, 1984)
2. Тени сгущаются (Shadows Linger, 1984)
3. Белая Роза (The White Rose, 1985)

- Книги юга

1. Серебряный клин (The Silver Spike, 1989)
2. Игра теней (Shadow Games, 1989)
3. Стальные сны (Dreams of Steel, 1990)

- Возвращение Черного отряда

1. Суровые времена (Bleak Seasons, 1996)
2. Тьма (She is the Darkness, 1997)

- Книги мертвых

1. Воды спят (Water Sleeps, 1999)
2. Солдаты живут (Soldiers Live, 2000)

- Интерквел

1. Портал теней (Port of Shadows, 2018)

- Не опубликованное

1. A Pitiless Rain (планируется)

Стремнина Эльба (Tides Elba: A Tale of the Black Company (2010), рассказ)
Smelling Danger: A Story of The Black Company (2011), рассказ
Приключения Гаррета (Garrett, P.I.)
1. Сладкозвучный серебряный блюз (Sweet Silver Blues, 1987)
2. Золотые сердца с червоточинкой (Bitter Gold Hearts, 1988)
3. Холодные медные слезы (Cold Copper Tears, 1988)
4. Седая оловянная печаль (Old Tin Sorrows, 1989)
5. Зловещие латунные тени (Dread Brass Shadows, 1990)
6. Ночи кровавого железа (Red Iron Nights, 1991)
7. Смертельная ртутная ложь (Deadly Quicksilver Lies, 1994)
8. Жалкие свинцовые божки (Petty Pewter Gods, 1995)
9. Жар сумрачной стали (Faded Steel Heat, 1999)
10. Злобные чугунные небеса (Angry Lead Skies, 2002)
11. Шепчущие никелевые идолы (Whispering Nickel Idols, 2005)
12. Жестокие цинковые мелодии (Cruel Zinc Melodies, 2008)
13. Позолоченные латунные кости (Gilded Latten Bones, 2010)
14. Коварное бронзовое тщеславие (Wicked Bronze Ambition) (2013)

Shadow Thieves (2011), рассказ
Империя ужаса (Dread Empire)
1. Тьма всех ночей (A Shadow of All Night Falling, 1979)
2. Дитя Тьмы (October’s Baby, 1980)
3. Наступление Тьмы (All Darkness Met, 1980)
4. Возвращение дракона-мстителя (Call for the Dead, 1980) рассказ
5. Огонь в его ладонях (The Fire in his Hands, 1984)
6. Без пощады (With Mercy Towards None, 1985)
7. Жатва восточного ветра (Reap the East Wind, 1987)
8. Злая судьба (An Ill Fate Marshalling, 1988)
9. Дорога к холодному сердцу (A Path to Coldness of Heart) (2012) - произведение написано заново вместо книги "Гнев королей" (Wrath of Kings)[1], рукопись которой была утрачена.

Ловцы звёзд (Starfishers)
1. Теневая линия (Shadowline, 1982)
2. Ловцы звёзд (Starfishers, 1982)
3. Звёздный рубеж (Star’s End, 1982)

+ Рейд (Passage at Arms, 1985) (приквел)
Будущее ловцов звезд (The Starfishers Future, 1985), сборник рассказов
Темная война (Darkwar)
1. Темная война (Darkwar, 1982), рассказ
2. Обрекающая (Doomstalker, 1985)
3. Колдун (Warlock, 1985)
4. Последний обряд (Ceremony, 1986)

Орудия ночи (Instrumentalities of the Night)
1. Тирания ночи или Помощники ночи (The Tyranny of the Night, 2005)
2. Властелин Безмолвного Королевства (Lord of the Silent Kingdom, 2008)
3. Покоритесь воле Ночи (Surrender to the Will of the Night, 2010)
4. Жестокие игры богов (Working the Gods' Mischief, 2014)

### Отдельные романы
- Болотная академия (The Swamp Academy, 1970), под псевдонимом Грег Стивенс (Greg Stevens)
- Наследники Вавилона (The Heirs of Babylon, 1972)
- Меченосец[2] (The Swordbearer, 1982)
- Значение времени (A Matter of Time, 1985)
- Дракон не спит никогда (The Dragon Never Sleeps, 1988)
- Башня Страха (The Tower of Fear, 1990)
- Поющее в крови  или Песнь крови (Sung in Blood, 1990)

### Повести и рассказы
- Ночи смертоносной тишины (The Nights of Deadful Silence, 1974)
- В погоне за призраком (Ghost Stalk, 1978)
- Замок слёз (Castle of Tears, 1979)
- Солдат империи, не ведавшей поражений (Soldier of an Empire Unacquainted With Defeat, 1980)
- Заточённые зубы (Filed Teeth, 1981)
- Отрубленные головы (Severed Heads, 1984)
- В погоне за полночью (Chasing Midnight) — был впервые опубликован в книге «Лучшее Глена Кука: 18 рассказов от автора Чёрного Отряда и Империи ужаса».

## Экранизации
В 2017 году студия IM Global Television запустила в производство сериал по мотивам книг «Чёрный отряд», включая не вышедшую на тот момент «Порт Теней» (англ. Port of Shadows). Над сериалом должны были работать студии Phantom Four продюсера Дэвида С. Гойера («Тёмный рыцарь») и Boston Diva Productions актрисы Элизы Душку («Баффи — истребительница вампиров», «Кукольный дом»). Душку собиралась выступить в качестве продюсера проекта и исполнить роль Госпожи.